# Шехтер Борис Семенович
Борис Семенович Шехтер (1900, Одеса — 1961, Москва) — радянський композитор, педагог, заслужений діяч мистецтв Туркменської РСР (1944), кандидат мистецтвознавства (1935).

## Біографічні відомості
Закінчив Одеську консерваторію по класу композиції у В. Малішевського (1922) та Московську консерваторію у М. Мясковського (1929).
З 1929 по 1941 рік викладав композицію та гармонію в Московській консерваторії. Серед творів: симфонії, симфонічна поема, «Туркменська сюїта» для оркестру (1932), низка вокальних і хорових творів, обробки пісень Французької революції і масові пісні («Молода гвардія», «Пісня льотчиків» тощо).